# John Cameron Swayze
John Cameron Swayze (ur. 4 kwietnia 1906 roku w Wichita, Kansas  – zm. 15 sierpnia 1995 roku w Sarasota, Floryda) - popularny komentator wiadomości i gospodarz teleturniejów z amerykańskiej telewizji lat 50.

## Życiorys
Syn hurtownika lekarstw, najpierw próbował kariery aktorskiej na Broadwayu, bez powodzenia z powodu Wielkiego Kryzysu. Powrócił na Środkowy Zachód i został reporterem gazety Kansas City Journal Post. Potem przeszedł do radia KMBC w Kansas City, następnie do NBC w Los Angeles i NBC w Nowym Jorku. Miał prowadzić radiowy quiz Who Said That?, ale NBC posłała go na krajowe konwencje partii politycznych, prezentowane w telewizji po raz pierwszy komercyjnie.
W 1949 roku został pierwszym anchorem wiadomości w NBC, prowadził 15-minutowy program Camel News Caravan. Miał jednak poważnego konkurenta w CBS, Douglasa Edwardsa, mniej entuzjastycznego, za to bardzo zrównoważonego. W 1956 roku Swayze został więc zastąpiony parą Chet Huntley i David Brinkley, która odniosła wkrótce sukces, doprowadzając nawet do dymisji Edwardsa, jego następcą został Walter Cronkite.
Swayze reklamował potem przez dwa dziesięciolecia zegarki Timex, w 1963 samochody Studebaker. Był gospodarzem i narratorem telewizyjnego serialu The Armstrong Circle Theater po opuszczeniu NBC, prowadził teleturniej Chance for Romance w ABC. 
Miał dwójkę dzieci, sześcioro wnucząt. Był dalekim kuzynem Patricka Swayze (w 7-8. pokoleniu).